# Herrschaft Stein zu Nassau
Die Herrschaft Stein zu Nassau war ein reichsunmittelbares reichsritterschaftliches Territorium im Heiligen Römischen Reich. Ihre Besitzer waren die Freiherren vom Stein.

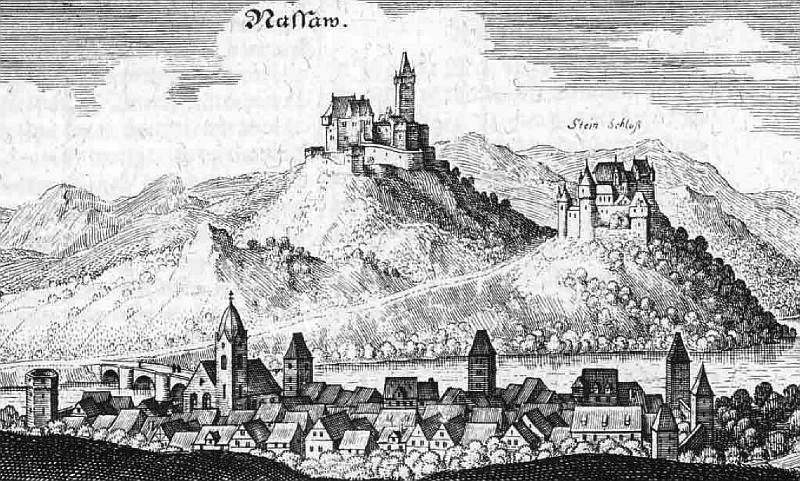
Die Stadt Nassau mit dem Fürstenschloss und der Stammburg der Familie vom Stein (Merian 1655)

## Geschichte
Im Jahr 1158 wurde die Familie Stein zu Nassau erstmals erwähnt. Nach anderen Angaben gab es bereits um 948 Angehörige der Familie. Sie hatten die Burg Stein unterhalb der Burg Nassau im heutigen Stadtgebiet von Nassau von den Grafen von Nassau zu Lehen. Die Burg diente zum Schutz der Grafenburg. Seit 1234 nannte sich die Familie nach ihrer Burg vom Stein. Im Laufe der Zeit bauten sie ein eigenes kleines Territorium auf. Landeshoheit hatten die Herren vom Stein bereits vor 1361 über das Dorf Schweighausen. Dieses wurde ab 1427 ein Lehen von Nassau. Die Herren vom Stein behielten aber die Landeshoheit und die Grundherrlichkeit. Durch Kaiser Friedrich III. wurde zur Zeit von Philipp vom Stein (gest. 1476), Amtmann zu Nassau, das Geschlecht in den Reichsfreiherrenstand erhoben. Im Jahr 1613 erwarben die Freiherren von Nassau-Diez und Nassau-Saarbrücken den Ort Frücht. Zu der Herrschaft gehörten Güter in insgesamt 50 Orten. Der Besitz umfasste insgesamt 2400 nassauische Morgen. Der Besitz war so umfangreich, dass die Familie zu den bedeutendsten der rheinischen Reichsritterschaft gehörte. Im Jahr 1621 verlegten die Freiherren ihren Sitz von der alten Burg, die später verfiel, in die Stadt Nassau in ihren alten Zehnthof. Dieses Gebäude wurde zum Schloss ausgebaut. Die Herren vom Stein waren Reichsritter. Sie gehörten zum Kanton Mittelrhein im Rheinischen Ritterkreis. Einem Reichskreis gehörte das Gebiet nicht an. Letzter Besitzer war der Staatsmann Heinrich Friedrich Karl vom und zum Stein.

## Mediatisierung
Aufgrund der Regelungen des Reichsdeputationshauptschlusses 1803 erfolgte die Mediatisierung der Herrschaft. Am 4. Januar 1804 wurden die Dörfer von Nassau besetzt. Dagegen protestierte vom Stein nachdrücklich, und auch auf Druck von Kaiser Franz II. musste die Besetzung zunächst aufgehoben werden (siehe auch Rittersturm). Der nassau-usingische Minister Ernst Franz Ludwig Marschall von Bieberstein strebte eine Verhandlungslösung mit dem einflussreichen preußischen Reformer an, diese kam jedoch zunächst nicht zustande.
Mit der Gründung des Rheinbundes und dem Ende des HRR fanden sich Preußen und das neu gebildete Herzogtum Nassau auf unterschiedlichen Seiten wieder. Mit Besitzergreifungspatent vom 8. September 1806 wurde die Herrschaft nun Teil des Herzogtums Nassau. Als Standesherr behielt vom Stein die Zivilgerichtsbarkeit erster Instanz als Patrimonialgericht. Dieses nahm der vom Steinsche Justitiarius Wieler für ihn wahr. Die Ausfertigungen sollten mit „Freyherrliches vom Steinsches unterherrliches Amt zu Frücht und Schweighausen“ unterschrieben werden. Frücht wurde ansonsten dem Amt Braubach zugeordnet, Schweighausen dem Amt Nassau.
Die außenpolitische Lage fachte den Konflikt zwischen Nassau und vom Stein weiter an. Mit französischem Armeebefehl vom 16. Dezember 1808 wurde angewiesen, die Güter vom Steins in Nassau zu beschlagnahmen, da dieser ein Feind Frankreichs und des Rheinbundes sei. Am 5. Januar 1809 setzten die nassauischen Behörden den Befehl um. Nach der Völkerschlacht bei Leipzig hatte sich die außenpolitische Lage geändert. Am 13. November 1813 wurde die Beschlagnahmung aufgehoben und am 12. Januar 1814 begannen Verhandlungen zwischen der Regierung des Herzogtums Nassau und vom Stein.
Als Ergebnis verzichtete vom Stein in einem Rezess vom 9./11. Juni 1814 auf die Patrimonialgerichtsbarkeit, Forstgerichtsbarkeit und Ortspolizeigewalt (die seit 1809 durch die nassauischen Beamten wahrgenommen wurde). Er behielt die privatrechtlichen Besitzungen und übertrug die Aufsicht über seinen Privatwald an den nassauischen Oberförster. Für die Aufgabe seiner hoheitlichen Rechte erhielt er eine großzügige Entschädigung, die sogar höher war, als die Wertberechnungen, die vom Steins eigene Rentei vorgenommen hatte.
Nach der Bildung des Deutschen Bundes kam es erneut zu persönlichen und politischen Konflikten zwischen vom Stein und der nassauischen Regierung. Mit Schreiben vom 26. April und 12. Juli 1817 forderte er von der nassauischen Regierung die 1814 aufgegebenen Hoheitsrechte zurück und berief sich auf die Deutsche Bundesakte. Mit Schreiben vom 28. November 1817 wies Regierungsdirektor Möller diese Ansprüche unter Berufung auf die Vereinbarung von 1814 zurück. Mit Schreiben vom 14. Dezember 1817 richtete vom Stein eine Beschwerde an die Bundesversammlung. Es kam jedoch zu keiner Abänderung der 1814 getroffenen Regelungen.
Mit dem Tod von Karl vom und zum Stein am 29. Juni 1831 starb das Geschlecht der Herren vom Stein aus. Erbin der (privaten) Besitzungen in der ehemaligen Herrschaft wurde seine Tochter Henriette Louise, verheiratet mit Hermann von Giech.
Das Gebiet der ehemaligen Herrschaft fiel 1866 an Preußen und wurde nach dem Zweiten Weltkrieg Rheinland-Pfalz zugeordnet.